# Dr. Curt Haefner-Verlag
Der Dr. Curt Haefner-Verlag befasst sich mit Themen rund um Arbeitsschutz in der Industrie, im Handwerk und in der Verwaltung. Das Spektrum der Aktivitäten, Publikationen und Dienstleistungen des Verlags umfasst Fachzeitschriften, Kundenpublikationen in Print und Online und themenspezifische Internetportale.
Das Dr. Curt Haefner-Institut ist ein Bestandteil des Verlags. Dieses bietet Seminare an, organisiert Tagungen und Kongresse und unterstützt verantwortliche Mitarbeiter eines Unternehmens für sichere und gesunde Gestaltung der Arbeit. Eine Komponente des Instituts ist die European Office Academy (EOA), die Fachwissen für bürospezifische Angelegenheiten vermittelt.

## Unternehmensgeschichte
Der Dr. Curt Haefner-Verlag wurde 1958 von dem Juristen Curt Haefner in Heidelberg gegründet. Schon damals wurde der Schwerpunkt auf Publikationen in den Bereichen Arbeitssicherheit, Unfallverhütung und unternehmerische Interessen gelegt.
Unterschiedliche Auftraggeber nutzen die Kompetenz und die Ressourcen des Verlags für ihre eigenen Publikationen: Mit den „Zündapp Streiflichtern“ erschien im Haefner-Verlag eine der ersten Kundenzeitschriften in Deutschland überhaupt.
Im Januar 2005 wurde der Dr. Curt Haefner-Verlag von der Konradin Mediengruppe übernommen. Das Angebot wurde um die Zeitschriften Mensch & Büro und deren französisches Pendant Office et Culture erweitert. Zusätzlich wurden sämtliche Zeitschriften mit Online-Portalen versehen. 2011 wurde der Sitz des Unternehmens von Heidelberg nach Leinfelden-Echterdingen verlegt.

## Geschäftsfelder
Die Fachzeitschriften des Dr. Curt Haefner-Verlags sind marktführend in den Bereichen Ergonomie, Gesundheit am Arbeitsplatz, Arbeitsschutz und Arbeitssicherheit.

### Einzelne Fachzeitschriften
Mensch&Büro
Verbreitete Auflage: 16.000

Erscheinungsweise: 10 Ausgaben pro Jahr (davon vier reine Themenhefte)
Office et Culture
Office et Culture ist das französische Pendant zu Mensch&Büro mit eigenem Redaktionssitz in Paris. Es erscheint viermal jährlich mit einer Auflage von 12.000 Exemplaren.
Sicherheitsingenieur
Verbreitete Auflage: 5.204

Erscheinungsweise: 12 Ausgaben pro Jahr
Sicherheitsbeauftragter
Verbreitete Auflage: 22.608

Erscheinungsweise: 10 Ausgaben pro Jahr
Zentralblatt für Arbeitsmedizin, Arbeitsschutz und Ergonomie
Verbreitete Auflage: 3.000

Erscheinungsweise: monatlich
ErgoMed
Verbreitete Auflage: 2.800

Erscheinungsweise: jeden zweiten Monat

### Produkte für Auftraggeber
Neben dem Verlegen von Fachzeitschriften betätigt sich der Verlag als Dienstleister für Industrie, Handwerk und Verwaltung. Er erstellt im Kundenauftrag Zielgruppenperiodika, darunter Informationsdienste und Zeitschriften für Verbände (etwa BAVC Informationsbrief, Blätter für Vorgesetzte & Ausbilder, Ferrum), Mitarbeitermagazine für die innerbetriebliche Öffentlichkeitsarbeit (etwa Papier + Technik) und Kundenmagazine (etwa Ernährung im Fokus) sowie Mitteilungsblätter für Berufsgenossenschaften (etwa Keramik und Glas, Papiermacher BG, Sicherheit am Arbeitsplatz).